# Vũ Đăng Toàn

Vũ Đăng Toàn sau khi xuất ngũ

Vũ Đăng Toàn là một đại úy Quân đội nhân dân Việt Nam, là người chỉ huy chiếc xe tăng Type-59 mang số hiệu 390 đã húc đổ cánh cổng Dinh Độc Lập trong ngày 30 tháng 4 năm 1975.

## Tiểu sử
Vũ Đăng Toàn quê ở xã Yết Kiêu, huyện Gia Lộc, tỉnh Hải Dương. Năm 1965, ông gia nhập Quân đội nhân dân Việt Nam và được đưa vào phục vụ trong binh chủng tăng-thiết giáp. Ông đã tham gia Chiến tranh Việt Nam, Chiến tranh biên giới Tây Nam chống Khmer Đỏ (1975-1978) và Chiến tranh biên giới Việt–Trung 1979.
Năm 1985, ông xuất ngũ về quê, ông làm mọi việc để có thêm thu nhập như làm bánh đa để bán ở trong vùng và cày cấy, chăn nuôi lợn, gà, cá. Năm 2003, ông lên Hà Nội làm việc tại hãng sơn Kova. Sau đó, ông được hãng này bổ nhiệm làm phó giám đốc một nhà máy sản xuất sơn của hãng đóng tại huyện Bình Giang.
Ông Vũ Đăng Toàn từng bị thương trong trận đánh căn cứ Nước Trong.

## Gia đình
Ông Vũ Đăng Toàn có vợ và ba con.

## Ngày 30 tháng 4 năm 1975

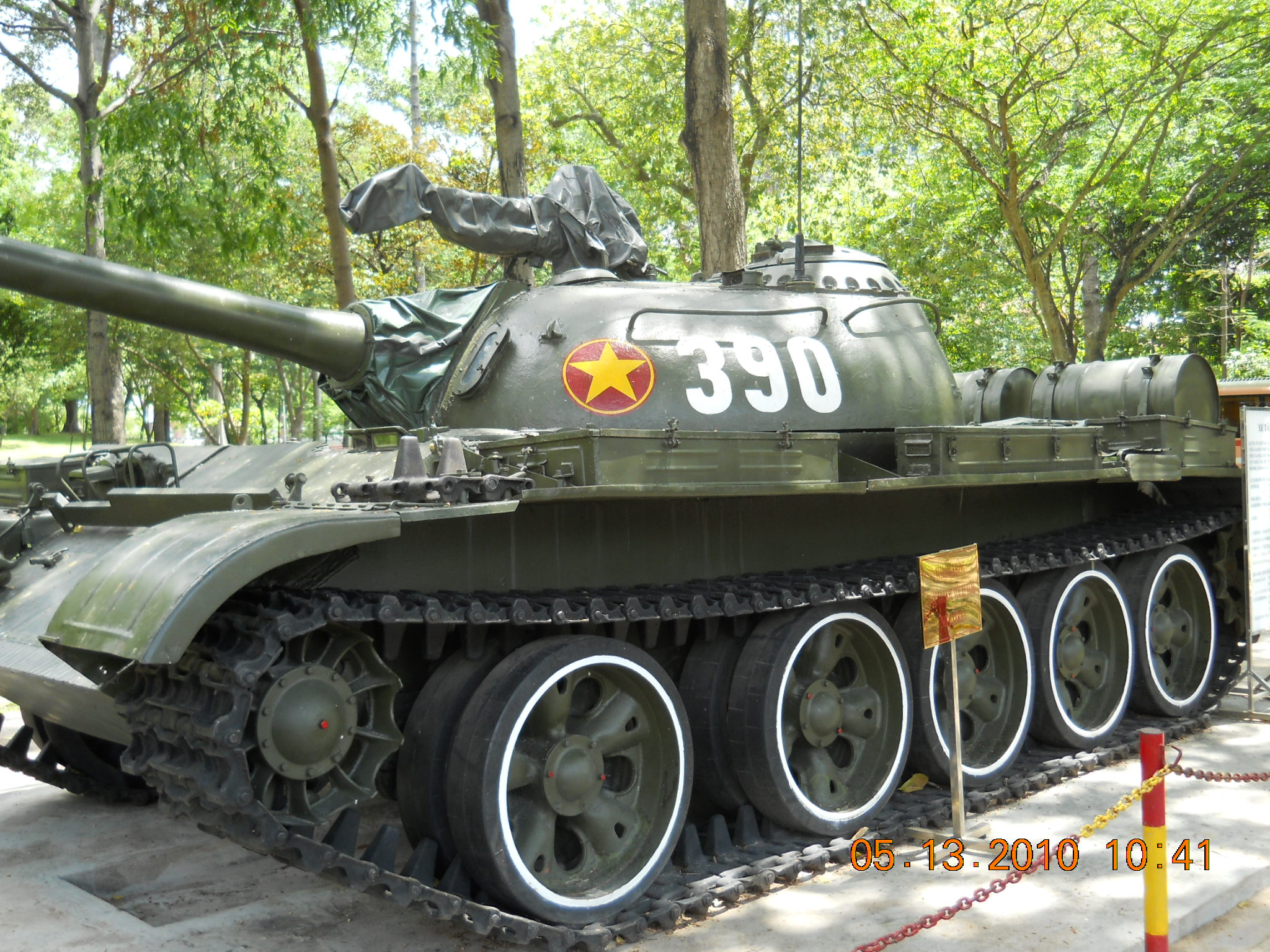
Một phiên bản đồng dạng đồng thời với Xe tăng 390 nay được trưng bày tại Hội trường Thống nhất (Dinh Độc Lập cũ). Xe tăng 390 "gốc" hiện được lưu giữ tại Bảo tàng Lực lượng Tăng Thiết Giáp

Vũ Đăng Toàn lúc này là trung úy, chính trị viên đại đội 4, tiểu đoàn 1, lữ đoàn tăng - thiết giáp 203, quân đoàn 2 và là chỉ huy xe tăng số 390. Kíp xe tăng 390 khi đó gồm ông Vũ Đăng Toàn (trưởng xe), ông Ngô Sĩ Nguyên (trung sĩ, pháo thủ số 1), ông Nguyễn Văn Tập (trung sĩ, lái xe) và ông Lê Văn Phượng (thiếu úy, đại đội phó kỹ thuật, thay thế pháo thủ số 2 Đỗ Cao Trường bị thương). Khi xe 390 đến được Dinh Độc Lập thì phát hiện xe do đại đội trưởng Bùi Quang Thận chỉ huy đang cố gắng công phá cổng phụ của Dinh không thành, Vũ Đăng Toàn liên chỉ huy xe mình húc chính diện vào cổng chính, làm đổ cổng này. Sau đó, Vũ Đăng Toàn xách súng xuống xe và đi theo Bùi Quang Thận tiến vào Dinh.
Cho đến năm 1995, không có tư liệu nào ghi chép việc chiếc xe tăng 390 húc tông cửa Dinh Độc Lập đầu tiên, mà thường lầm tưởng là chiếc tăng 843 dưới quyền chỉ huy của Bùi Quang Thận. Chỉ đến năm 1995, khi nhà báo Pháp Francoise Demulder sang Việt Nam và công bố những bức hình chụp được trong ngày lịch sử đó, mọi việc mới sáng tỏ.